# Оливетан, Пьер Робер
Пьер Роберт Оливетан (фр. Pierre Robert Olivétan, или Оливетанус (лат. Olivetanus — Елеонская гора); 1506—1538) — французский реформатор, переводчик Библии на французский язык, двоюродный брат Кальвина, ученик Якобуса Фабера (Jacques Lefèvre d’Etaples).

## Биография
Оливетан родился в пикардийском Нуайоне. Работал учителем в Женеве. В 1535 году в Нёвшателе опубликовал перевод Библии с иврита и греческого, названный позднее Библией Оливетана, который считается первым протестантским переводом Библии на французский язык. Жан Кальвин написал латинское предисловие к оливетанову переводу.